# 查尔斯·拜伦·克拉克
查尔斯·拜伦·克拉克（Charles Baron Clarke，1832年6月17日—1906年8月25日）为英国植物学家。他出生于英国汉普郡安杜佛，特纳·保尔特·克拉克之长子。他就读于伦敦国王学院学校，以及剑桥大学的三一学院与王后学院。而后，在1856年，他开始在林肯律师学院学习法律。1860年，他被接纳为律师。